# Trados (Unternehmen)
Die Trados GmbH ist ein Unternehmen in Stuttgart, welches die Anwendungssoftware Trados zur rechnergestützten Übersetzung herstellte und vermarktete und seit 2005 zu der britischen SDL-Gruppe gehört. 2021 wurde SDL von der RWS Group übernommen. Die proprietäre Programmsuite des Unternehmens (bzw. deren Nachfolge) gehört zu den wichtigsten Programmen in diesem Anwendungsbereich. Die Trados GmbH ist die rechtliche Einheit der RWS Group in Deutschland und beschäftigt in diesem Sinne auch Mitarbeiter für andere Unternehmensbereiche, die in Deutschland tätig sind. 

## Geschichte
Trados wurde 1984 von Jochen Hummel und Iko Knyphausen als Übersetzungsagentur gegründet. Der Name ist eine Abkürzung für TRAnslation & DOcumentation Software. Das Unternehmen begann in den späten 1980er Jahren mit der Entwicklung von Übersetzungshilfsprogrammen. 
Die zwei wichtigsten Hilfsprogramme, die Terminologiedatenbank MultiTerm und das Translation Memory (Übersetzungsspeicher) Translator's Workbench wurden 1992 bzw. 1994 für Windows herausgebracht. 1994 stieß der Computerlinguist Matthias Heyn zum Unternehmen, der für den Editor WinAlign verantwortlich zeichnet.
1997 erlebte das Unternehmen einen großen Aufschwung, als Microsoft beschloss, das Produkt für interne Übersetzungsarbeiten einzusetzen. Es folgten Dell und andere Großkunden, denen Trados einen großen Bestand an computertechnischer Terminologie verdankt. Ende der 1990er Jahre war das Unternehmen Marktführer bei Software für Computerunterstützte Übersetzung und zugleich teuerster Anbieter auf diesem Gebiet. So wird für die Translator's Workbench II im Jahr 1998 ein Preis von 4800 DM genannt.
2005 wurde Trados von der britischen Konkurrenzfirma SDL aufgekauft, die „Trados“ als Markenname für ihre Softwareprodukte übernahm bzw. in den neuen Produktnamen weiterführt.